# Conrad Schetz de Grobbendonck
 (janvier 2021).
Si vous disposez d'ouvrages ou d'articles de référence ou si vous connaissez des sites web de qualité traitant du thème abordé ici, merci de compléter l'article en donnant les références utiles à sa vérifiabilité et en les liant à la section « Notes et références ».
Conrad III Schetz de Grobbendonck, baron d'Hoboken (né le 19 mars 1553 à Tournai et mort le 16 juillet 1632 à Bruxelles), dit par la suite Conrad d'Ursel, est un administrateur et diplomate des Pays-Bas méridionaux.

## Biographie
Conrad Schetz est le fils de Gaspard II Schetz (en) et de Catharine d'Ursel (fille de Lancelot van Ursel et Adriana Rockox). Il épouse la fille de Jean Richardot et relève en 1617 le nom et armes de la maison d'Ursel, après avoir été adopté par sa tante Barbe d'Ursel.
Grand veneur et haut forestier de la Flandre, Conrad Schetz est nommé conseiller et commis extraordinaire des Domaines et Finances par patentes du 17 février 1582.
Il est nommé contrôleur de l'artillerie en 1584, puis superintendant des munitionnaires des villes frontières et places fortes des Pays-Bas en 1587.
Schetz est admis au sein des membres ordinaires du Conseil des finances par lettres patentes du 17 juin 1588 et est nommé superintendant du comté de Flandre en 1602.
En 1605, il est envoyé en Angleterre en tant qu'ambassadeur et prend part aux négociations qui se concluront par la signature de la Trêve de douze ans en 1609.